# Alexandre Tchekaline
 (octobre 2014).
Si vous disposez d'ouvrages ou d'articles de référence ou si vous connaissez des sites web de qualité traitant du thème abordé ici, merci de compléter l'article en donnant les références utiles à sa vérifiabilité et en les liant à la section « Notes et références ».
Alexandre (Choura) Pavlovitch Tchekaline (en russe : Александр Павлович Чекалин; ISO 9 : Aleksandr Pavlovič Čekalin) est un jeune partisan soviétique et un Héros de l'Union soviétique, né le 25 mars 1925 à Peskovatskoïe (oblast de Toula) et décédé le 6 novembre 1941 à Likhvine, aujourd'hui Tchekaline. Il fut capturé, torturé et pendu pour des activités de résistance dans l'oblast de Toula, près de Moscou, pendant la Seconde Guerre mondiale.

## Biographie

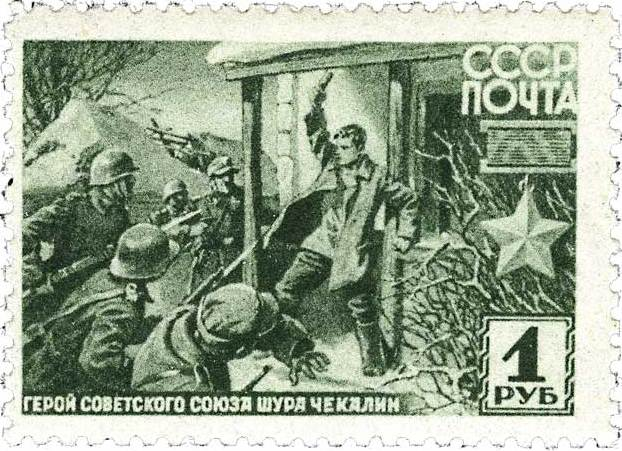
Alexandre Tchekhaline sur un timbre-poste soviétique de 1942.

Choura Tchekhaline est né dans le village de Peskovatskoïée aujourd'hui dans le raïon Souvorovski (oblast de Toula), et poursuivit ses études secondaires dans la ville voisine de Likhvine. Âgé de 16 ans, il s'engagea dans des activités de résistance clandestines. Dans les premiers jours de novembre 1941, il prit part à une embuscade, attaquant des véhicules allemands. Il détruisit un véhicule avec une grenade à main. Mais il tomba malade et alors qu'il était alité, il fut dénoncé par un informateur inconnu. Quand les soldats allemands s'approchèrent pour l'arrêter, il lança une grenade à main sur eux, mais elle n'explosa pas. Il fut torturé puis pendu le 6 novembre 1941 à Likhvine. Son corps resta suspendu pendant vingt jours, jusqu'à la reconquête de la ville par l'Armée rouge.
Choura Tchekaline devint à titre posthume Héros de l'Union soviétique le 4 février 1942. La ville de Likhvine fut rebaptisée Tchekaline en son honneur en 1944.

## Cinéma
Le réalisateur Ina Toumanian (Ина Туманян) a tourné un film intitulé Quinze Printemps (Пятнадцатая весна), sorti en 1971 en Union soviétique, qui raconte l'histoire d'Alexandre Tchekaline.